# Клобуковская, Ева
Ева Клобуковская (пол. Ewa Kłobukowska; род. 1 октября 1946, Варшава) — польская легкоатлетка. Участница летних Олимпийских игр 1964 года, где стала чемпионкой в эстафете 4×100 м в составе польской сборной и бронзовым призёром в беге на 100 м. Она также выиграла две золотые и одну серебряную медаль на чемпионате Европы 1966 года. Клобуковская установила три мировых рекорда: один на 100 м (11,1 с, 9 июля 1965 года в Праге) и два на эстафете 4 × 100 м (44,2 с, 13 сентября 1964 года, Лодзь и 43,6 с, 21 октября 1964 года, Токио). В 1967 году они были аннулированы Международной ассоциацией федераций легкой атлетики (ИААФ) после того, как Ева не прошла тест на определение пола, хотя впоследствии процедуры теста были признаны некорректными.

## Личная жизнь
В 1965 году она окончила Техническую школу № 6. В 1972 году — Варшавскую школу экономики. В 1968 году она забеременела и успешно родила сына.

## Интерсекс-вариация
Клобуковская провалила хромосомный тест на определение пола на соревнованиях по легкой атлетике среди женщин в Кубке Европы в Киеве в 1967 году, и впоследствии ей запретили участвовать в профессиональном спорте. ИААФ аннулировала три мировых рекорда, установленных Клобуковской, включая два командных рекорда в эстафете 4×100 м. По данным ИААФ, у неё «одной хромосомы слишком много». Медицинские публикации показали, что у Клобуковской мозаицизм XX/XXY. Если бы она проходила тестирование на год позже, на Олимпийских играх в Мексике, она имела бы право участвовать в соревнованиях, так как у неё во всех клетках есть тельца Барра, а по правилам 1968 года, к соревнованиям не допускались спортсменки без телец Барра. То унижение, которое она понесла, привело к изменению политики гендерной проверки со стороны Международного олимпийского комитета, который с тех пор держит результаты теста на определение пола в секрете.